# ガバル (キャレイバル郡)
ガバル、ないし、ガヴァル（Gavar、ないし、Gavār、ペルシア語: گوار）は、イラン西部の東アーザルバーイジャーン州キャレイバル郡中央地区内のイエイラク農村地区にある村。2006年の人口調査において、人口は452人、世帯数92であった。